# 계정
회계학에서 계정(計定, account, 문화어: 돈자리) 또는 계정과목(計定科目)이란 회계적으로 인식된 거래에 대한 금액적인 크기를 장부상에 항목별로 기록하는 것을 말한다. 보통 자금의 조달 측면에서 봤을 때 조달 주체에 따라 부채계정 또는 자본계정에 기입하고 자금의 운용은 자산계정에 기입한다. 거래에 따른 손익은 수익 또는 비용계정에 기입한다.

## 계정의 종류
일반적인 계정은 다음과 같다.
- 차변계정
  - 자산 계정
  - 비용 계정
- 대변계정
  - 부채 계정
  - 자본 계정
  - 소득 계정

## 같이 보기
- 분개
- 부기
- 복식부기